# Zsitkóc
Zsitkóc (szlovénül: Žitkovci) magyarok által lakott falu Szlovéniában a Muravidéken. Közigazgatásilag Dobronakhoz tartozik.

## Fekvése
Muraszombattól 22 km-re keletre a Bukovnica-patak bal partján közvetlenül a magyar határ mellett fekszik.

## Története
Első írásos említése 1381-ből származik "Sypkolch" néven. 1389-ben "Sybkouch", 1411-ben "Poss. Sikalch", 1428-ban "Sykolch" néven Nemti (Lenti) várának tartozékai között sorolják fel. 1524-ben "Sykolcz" alakban szerepel a korabeli forrásokban.
Vályi András szerint " ZSITKÓCZ. Magyar falu Szala Várm. földes Ura Hg. Eszterházy Uraság, lakosai többfélék, fekszik Dobronnak szomszédságában, mellynek filiája; határja középszerű."

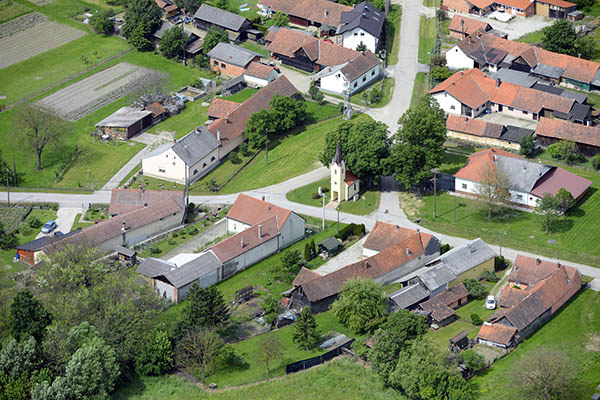
Légi fotó

1910-ben 286, túlnyomórészt magyar lakosa volt.
Közigazgatásilag Zala vármegye Alsólendvai járásának része volt. 1919-ben a Szerb–Horvát–Szlovén Királysághoz csatolták, ami tíz évvel később vette fel a Jugoszlávia nevet. 1941-ben a Muramentét a magyar hadsereg visszafoglalta és 1945-ig ismét Magyarország része volt, majd a második világháború befejezése után végleg jugoszláv kézbe került. 1991 óta a független Szlovén Köztársaság része. 2002-ben 142 lakosa volt. Az őshonos magyarok mellett a tengermellékről betelepített szlovén családok laknak a faluban.

## Nevezetességei
Szent Flórián tiszteletére szentelt kápolnája.

## A Deák család
A Zsitkóc központjában lévő faluház homlokzatán található Deák Ferenc, a „haza bölcse” emléktáblája.
A Deák család Zsitkócról származott, bár Deák Ferenc maga a Válicka-patak menti Söjtörön született, ahol akkorra már kialakult a család egyik tekintélyes birtokának a központja. A másik központ a 19. század elején Kehidán és környékén volt található. A zsitkóci birtok akkoriban már a család szempontjából nem volt annyira jelentős, ugyanis Deák Ferenc nagyapja, Deák Gábor a söjtöri és kehidai birtokok fejlesztését helyezte előtérbe. A nagyapa azonban még feltehetően Zsitkócon született és élt is ott bizonyos ideig. Az ő Ferenc nevű édesapja is már főszolgabíró volt. Hiteles források bizonyítják, hogy az elődök már a 17. században biztosan Zsitkócon éltek. 1703-ra már több forrás szerint is szerepeltek nemes Deákok Zsitkócon.